# 山口県立美祢工業高等学校
山口県立美祢工業高等学校（やまぐちけんりつ みねこうぎょうこうとうがっこう）は、かつて山口県美祢市大嶺町東分（ひがしぶん）にあった公立工業高等学校。通称は「美祢工」（みねこう）または「美工」（びこう）。

## 概要
陸上やテニスでは、県内のトップクラスに入るほどの実力があった。過去にソフトテニス部はインターハイに1999年 - 2001年連続して出場した実績もあり、陸上競技部も2000年度インターハイに出場した。
2007年4月から、山口県立高校の再編統合計画の一環として、山口県立大嶺高等学校と統合の上、山口県立青嶺高等学校（-せいりょう-）に改組された。その後、山口県立青嶺高等学校は、2013年4月に山口県立美祢高等学校と合併し、山口県立美祢青嶺高等学校が開校したことに伴い、2015年3月に閉校した。

## 校風
- 誠実・責任・協調・創意・健康・明朗

## 沿革
- 1962年（昭和37年）4月 - 開校する。機械科・電気科・工業化学科を設置
- 1984年（昭和59年）4月 - 工業化学科を化学工業科に変更。
- 2002年（平成14年）4月 - 学科別募集開始。学科改編により機械科、電気情報科の2科2学級となる。
- 2006年（平成18年）11月 - 山口県立青嶺高等学校開校準備室を設立
- 2007年（平成19年）4月 - 新規生徒募集を停止。在校生の卒業を待って山口県立青嶺高等学校に完全移管。移管後は県内初の「普通科」と「専門科」（工業科）の並立した学校となった。普通科では特進コースなどの新しいコースを設置。
- 2009年（平成21年）3月 - 閉校

## 教育組織
次の教育組織がある。2年生からは各科のコースに分かれることになる。
全日制
- 電気情報科：定員40名
  - 電気コース
  - 情報技術コース
  - 進学・公務員コース
- 機械科：定員40名
  - 機械技術コース
  - メカトロコース
  - 進学・公務員コース

## 学校行事
- 9月第1土曜：体育大会
3年生が中心となって科全員をまとめて、優勝を目指す。工業高校独特の趣向を凝らした種目もあり盛り上がります。科の再編の際に一時休止していたが、全クラス２科制となった2004年（平成16年）から復活。全43回。

名物競技：蛇の皮むき
- 11月23日：美工祭（びこうさい）
11月に開催される美工祭（文化祭）は最大の行事で、1000人近い方が訪れる。生徒会主催のバザーやステージ発表、各科の作品展示、PTAによる餅つきなどで、会場は大変にぎわう。1988年（昭和63年）までは「工業祭」というタイトル。1989年（平成元年）から改称。
- 12月上旬：マラソン大会
男子は11.5km、女子は6kmのコースを走る。
- 1月中旬：新春綱引き大会

どのイベントも、美祢市有線テレビで放映される。

## 進路
- ほとんどが就職する。県内外の求人票も他校より比較的多い。宇部厚狭方面が19％、次いで中四国が16％、美祢長門や東名阪方面が14％、下関他10％、進学（大学・専門）が16％、公務員1％である。

## 資格
他校に例を見ない、資格取得に力を入れる学校であった。
- 機械科では、二級ボイラー技士・機械製図検定・危険物取扱者
- 電気情報科では、第二種電気工事士・危険物取扱者・工事担任者・初級システムアドミニストレータ
  - 他に漢字検定・英語検定・数学検定など。

## 著名な卒業生
- 油谷繁（マラソンランナー）
- 梶永正史（小説家）
- 桑原大志（競輪選手）
- 白井英治（競艇選手）